# Frederic de Schleswig-Holstein-Sonderburg-Norburg
Frederic de Schleswig-Holstein-Sonderburg-Norburg (en alemany Friedrich von Schleswig-Holstein-Sonderburg-Norburg) va néixer a Sønderborg (Dinamarca) el 26 de novembre de 1581 i va morir a Nordborg el 22 de juliol de 1658. Era el fill petit del duc Joan II de Schleswig-Holstein-Sonderburg (1545-1622) i de la princesa Elisabet de Brunsvic-Grubenhagen (1550-1586). El 1624, en morir el seu germà gran Joan Adolf, heretà el ducat.

## Matrimoni i fills
L'1 d'agost de 1627 es va casar amb Júlia de Saxònia-Lauenburg, filla de Francesc II de Saxònia-Lauenburg. La parella va tenir un fill, Joan Boguslau, nascut el 30 de setembre de 1629 i mort el 17 de desembre de 1679. Després de la mort de la seva primera dona el 1630, es va casar el 15 de febrer de 1632 amb Elionor d'Anhalt-Zerbst (1608-1681, filla de Rodolf d'Anhalt-Zerbst (1576-1621) i de Dorotea Hedwig de Brunsvic-Wolfenbüttel (1587-1609). Fruit d'aquest segon matrimoni nasqueren:
- Elisabet Juliana (1634-1704), casada amb Antoni Ulric de Brunsvic-Lüneburg (1633-1714)
- Dorotea Hedwig (1636-1692), casada amb Cristòfol de Rantzau-Hohenfeld.
- Cristià August (1639-1687).
- Lluïsa Amona (1642-1685), casada amb Joan Frederic de Hohenlohe-Neuenstein-Öhringen (1617-1702)
- Rodolf Frederic (1645-1688), casat amb Bibiana de Promnitz (1649-1685).